# Via de' Ginori
Via de' Ginori si trova a Firenze, tra piazza San Lorenzo (in prossimità di via de' Gori) e via Guelfa: il tracciato segue poi con la denominazione di via San Gallo fino alla cerchia dei viali. Si innesta lungo il tracciato via Taddea.

## Storia
Anticamente la strada si chiamava Borgo San Lorenzo, nome che permane nel tratto della via che da piazza San Lorenzo arriva fino a piazza San Giovanni. Più precisamente, come indica lo Stradario comunale del 1913, il nome era per esteso borgo San Lorenzo di Sopra, mentre oltre via Taddea si diceva via del Canto al Bisogno, o del Bigno. Nella pianta di Firenze delineata da Giuseppe Ruggieri nel 1731 è tuttavia già attestata la situazione odierna, nella quale è privilegiata l'indicazione alla nobile famiglia Ginori, che qui aveva ed ha il suo palazzo principale  al numero 11.

## Descrizione
Sul lato sinistro si allineano i fronti principali di alcuni edifici di grande bellezza - testimonianza dell'arte di Michelozzo, Baccio d'Agnolo, Bartolomeo Ammannati, Anton Maria Ferri, Gherardo e Pierfrancesco Silvani - mentre sul lato destro, per quanto l'importanza degli edifici non sia inferiore (basti pensare alla presenza del palazzo Medici Riccardi), si apprezza per lo più il fronte posteriore di fabbriche che prospettano sull'attuale via Cavour, con al terreno locali già adibiti a rimesse e oggi ad attività commerciali, in numero crescente man mano che ci si avvicina a via San Gallo.
La carreggiata è a lastrico, fiancheggiata da marciapiedi sempre in pietra. Il flusso pedonale è sostenuto, trovandosi in un'area centrale e limitrofa all'ancor più frequentata piazza san Lorenzo. Nonostante la serie ininterrotta di nobili architetture che la costeggiano e che rendono la strada di eccezionale valore storico e artistico, la sua pedonalizzazione è limitata al primo tratto (per quanto sia questo il più caratterizzato architettonicamente), fino a via Taddea, e che nel secondo è inoltre consentita la sosta dei veicoli.
Appartiene ai Ginori anche il palazzo al n. 15, già della famiglia Masi, dove un tempo visse lo scultore Baccio Bandinelli.
Via de' Ginori possiede anche altri palazzi nobiliari: al n. 7 il palazzo Neroni, già Donati, al n. 9 il palazzo Barbolani di Montauto, con resti di graffiti cinquecenteschi.
Il palazzo al numero 13, già di proprietà della famiglia Masi e dei Bandinelli, venne acquistato dai Ginori nella prima metà dell'Ottocento e unito al proprio. In quello stesso periodo acquistarono anche il palazzo Taddei (15).
All'angolo con via Taddea si trova una casa (n. 17) con una targa che ricorda il soggiorno di Raffaello Sanzio; in realtà pare che il pittore urbinate fosse stato ospite dei Taddei ma non nell'edificio segnato dalla targa, che pure apparteneva alla famiglia, bensì nell'attiguo palazzo Tolomei-Biffi (n. 19), già Taddei, costruito da Baccio d'Agnolo tra il 1503 e il 1504. Un altro palazzo cinquecentesco si trova al n. 23, palazzo Tolomei.
Sul lato dei numeri pari si trova l'entrata per la Biblioteca Riccardiana e un monumentale stemma dei Riccardi, oltre al portone che dà sul giardino cinquecentesco ricostruito. Al numero 26 una targa ricorda lo scultore Luigi Pampaloni, allievo di Lorenzo Bartolini.